# Slankheid (mechanica)

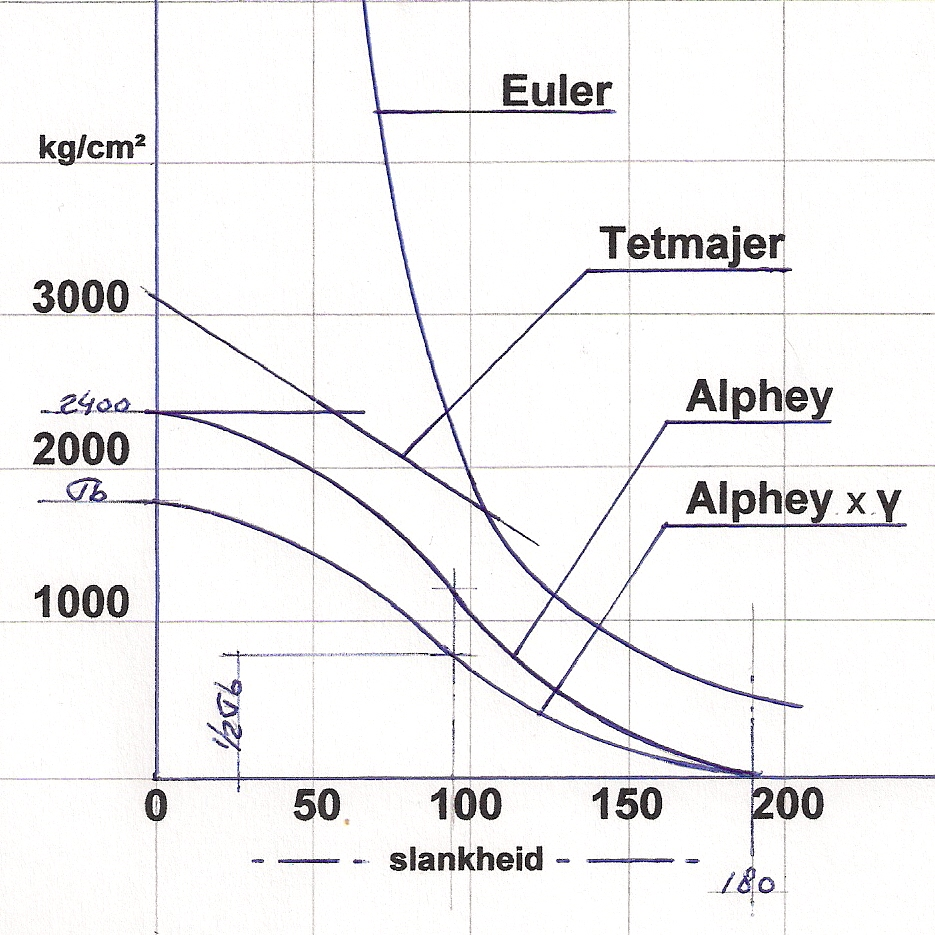

De slankheid van een kolom of staaf is de combinatie van een doorsnede en de lengte, die als staafeigene variabelen verantwoordelijk zijn voor de vormverandering van de staaf.
De slankheid met het symbool {\displaystyle \lambda } neemt een belangrijke plaats in bij constructieberekeningen en bij knikonderzoek uit het verleden. Vóór Euler ging men uit van een boogvormige verbuiging van een op knik belaste staaf. De daarbij gebruikte formule voor de knikspanning was: 
{\displaystyle \sigma _{\text{k}}=8{\frac {E\,J}{L^{2}A}}}
Daarin zijn:
{\displaystyle L} de lengte van de staaf,
{\displaystyle J} het traagheidsmoment, nu het kwadratisch oppervlaktemoment genoemd,
{\displaystyle A} de oppervlakte van de doorsnede,
de staafeigen variabelen en is
{\displaystyle E} de elasticiteitsmodulus.
Euler constateerde dat in de kniktoestand de verbuiging sinusvormig was met de formule: 
{\displaystyle \sigma _{\text{k}}=\pi ^{2}{\frac {E\,J}{L^{2}A}}}
De slankheid van de staaf is
{\displaystyle \lambda ={\sqrt {\frac {L^{2}A}{J}}}=L{\sqrt {\frac {A}{J}}}=}
In het Leerboek der mechanica (1926-1957-?) van de ingenieurs Ludolph, Potma en Legger staat: "De vraag is thans, hoe de kniksterkte gevonden kan worden, wanneer de formule van Euler wegens een te geringe slankheid niet mag worden toegepast. Zowel langs experimentele als langs theoretische weg heeft men getracht dit vraagstuk op te lossen. Een bekende serie proeven is in het laatst van de vorige eeuw gedaan door Tetmajer, waarbij voor zacht staal de formule: {\displaystyle \sigma _{\text{k}}=310-11{,}4\,\lambda } is gevonden." Het verband tussen {\displaystyle \sigma _{\text{k}}} en {\displaystyle \lambda } wordt door de grafische voorstelling aangegeven (zie rechtsboven).

## Veiligheidscoëfficiënt
De veiligheidscoëfficiënt, met symbool {\displaystyle \gamma }, heeft in het algemeen de waarde 2/3. De toegestane buigspanning {\displaystyle \sigma _{\text{b}}}  is ongeveer 2/3 maal de vloeispanning {\displaystyle \sigma _{\text{v}}}. De formule van Euler betreft een onder en boven scharnierende staaf, die bouwkundig nauwelijks voorkomt. Een kolom of staaf is meestal onder en boven gedeeltelijk ingeklemd en komt overeen met een onder ingeklemde en boven scharnierende staaf, waarvoor de formule geldt:
{\displaystyle \sigma _{\text{k}}=2\pi ^{2}{\frac {E\,J}{L^{2}A}}}
Als voor de hier bedoelde staaf de formule van Euler wordt gebruikt, is de veiligheidscoëfficiënt ½. Volgens het diagram is de kniksterkte bij Alphey ongeveer de helft van de kniksterkte bij Euler. De formule van Alphey heeft dus een veiligheid van ¼ ten opzichte van de gedeeltelijk onder en boven ingeklemde staaf. Een veiligheidscoëfficiënt van ¼ (ook wel 4 genoemd) werd vroeger geadviseerd.
De formule van Aphey luidt:
{\displaystyle \sigma _{\text{k}}={\tfrac {1}{2}}\sigma _{\text{b}}(\cos \lambda +1)}
en is als controleformule bij minder ingewikkelde berekeningen aan te bevelen. Door de gedeeltelijke inklemmingen ontstaan er in de kolom momenten, die apart berekend moeten worden.